# Pulaeus samarensis
Pulaeus samarensis är en spindeldjursart som beskrevs av Corpuz-Raros 2007. Pulaeus samarensis ingår i släktet Pulaeus och familjen Cunaxidae. Inga underarter finns listade i Catalogue of Life.